# Yorobodi
Yorobodi est une localité du nord-est de la Côte d'Ivoire et appartenant au département de Sandégué, district du Zanzan, région du Gontougo. La localité de Yorobodi est un chef-lieu de commune.